# ムハンマド・アリ (ドラマー)
ムハンマド・アリ（Muhammad Ali、本名・レイモンド・パターソン、1936年12月23日 - ）は、アメリカのフリー・ジャズ・ドラマー。

## 略歴

### 生い立ち
アリはフィラデルフィアで生まれ育ち、父と兄弟と共にイスラム教に改宗した。彼の兄、ラシッド・アリもドラマーとなった。

### キャリア
1969年にアルバート・アイラーとレコーディングし、『ミュージック・イズ・ザ・ヒーリング・フォース・オブ・ザ・ユニヴァース』と『ザ・ラスト・アルバム』としてリリースされたセッションを録音した。1960年代の多くのジャズ・ミュージシャンと同様に、彼は1969年にフランク・ライト、ノア・ハワード、ボビー・フューと共にヨーロッパに移住した。
『The Jazz Discography』によると、アリは1967年から1983年にかけて26回のレコーディング・セッションに参加した。
2006年10月、アリはジョン・コルトレーンの80歳の誕生日を祝うコンサートに彼の故郷フィラデルフィアで参加した。そこでは、彼の兄弟でピアニストのデイヴ・バレルとベーシストのレジー・ワークマンもフィーチャーされた。また、2008年の夏にアルト・サックス奏者のノア・ハワードとも共演した。2010年、彼はデヴィッド・S・ウェアの率いるカルテットで『Planetary Unknown』を録音した。これはアリにとって30年近い久しぶりの録音となっている。

## ディスコグラフィ

### リーダー・アルバム
- Adieu Little Man (1974年、Center of the World) ※with フランク・ライト
- Ascent of the Nether Creatures (2014年、NoBusiness) ※with アイドリス・アッカムーア、ラシッド・アル・アクバル、アール・クロス。1980年録音

### 参加アルバム
アルバート・アイラー
- 『ミュージック・イズ・ザ・ヒーリング・フォース・オブ・ザ・ユニヴァース』 - Music Is the Healing Force of the Universe (1969年、Impulse!)
- 『ザ・ラスト・アルバム』 - The Last Album (1971年、Impulse!)
- Holy Ghost: Rare & Unissued Recordings (1962–70) (2004年、Revenant)

ハンス・ダルファー
- El Saxofón (1971年、Catfish)

ボビー・フュー
- More or Less Few (1973年、Center of the World)
- Rhapsody in Few (1983年、Black Lion)

ノア・ハワード
- 『ザ・ブラック・アーク』 - The Black Ark (1972年、Freedom) ※旧邦題『黒い箱船』
- 『スペース・ディメンション』 - Space Dimension (1971年、America)
- 『オレ』 - Live in Europe Vol. 1 (1975年、Sun) ※with 加古隆。日本盤は再発『Olé』を元にしている

スティーヴ・レイシー
- Duets/ Associates (1996年、Musica Jazz)

ミシェル・ピルツ
- Jamabiko (1984年、M.P.)

サヒブ・サービブ
- Live In Europe Vol 1 (1976年、Sasa)
- Live In Europe Vol 2 (1976年、Marge)

アーチー・シェップ
- Pitchin Can (1970年、America)
- Coral Rock (1973年、America)
- 『ライヴ・アット・ザ・フェスティヴァル』 - Live At The Festival (1975年、Enja) ※1曲のみ
- 『ドゥードリン』 - Doodlin' (1976年、Inner City)

アラン・ショーター
- 『パラボラ』 - Orgasm (1969年、Verve)

アラン・シルヴァ
- The Shout - Portrait for a Small Woman (1979年、Sun)

デヴィッド・S・ウェア
- Planetary Unknown (2011年、AUM Fidelity)
- Live at Jazzfestival Saalfelden 2011 (2012年、AUM Fidelity)

フランク・ライト
- 『ユア・プレイヤー』 - Your Prayer (1967年、ESP-Disk)
- 『ワン・フォー・ジョン』 - One For John (1969年、BYG)
- 『チャーチ・ナンバー・ナイン』 - Church Number Nine (1972年、Odeon)
- Center of the World (1972年、Center of the World)
- Last Polka in Nancy? (1973年、Center of the World)
- For Example - Workshop Freie Musik 1969 - 1978 (1978年、FMP) ※1曲のみ
- The Complete ESP-Disk Recordings (2005年、ESP-Disk)
- Unity (2006年、ESP-Disk)

ボビー・ザンケル
- Celebrating William Parker @ 65 (2017年、Not Two)[8]